# Атлас-3
«Атлас-3» (от англ. Atlas III) — американская ракета-носитель среднего класса, семейства Атлас.